# Acontia crassivalva
Acontia crassivalva is een vlinder van de familie van de uilen (Noctuidae). De wetenschappelijke naam van deze soort is voor het eerst voorgesteld als Tarache crassivalva door Edward Parr Wiltshire in een publicatie uit 1947.
De soort komt voor in Egypte, Saudi-Arabië en Jemen.